# Hoplochelus lebisi
Hoplochelus lebisi är en skalbaggsart som beskrevs av Dewailly 1950. Hoplochelus lebisi ingår i släktet Hoplochelus och familjen Melolonthidae. Inga underarter finns listade i Catalogue of Life.